# Finestre sull'Arte
Finestre sull'Arte es un periódico dedicado al arte antiguo y al arte contemporáneo, así como a las políticas culturales. Es la única revista de arte italiana que ofrece acceso por suscripción a su archivo. Publica una media de diez artículos al día, que incluyen reseñas, análisis, críticas e información sobre exposiciones y eventos, y tiene como objetivo ser una herramienta tanto de conocimiento general como especializado en el ámbito del arte. Desde 2024, los artículos se publican también en inglés, francés, alemán y español.

## Historia
Finestre sull’Arte fue fundada en 2009 por los periodistas Federico Giannini e Ilaria Baratta, inicialmente como un podcast sobre historia del arte. En 2012, fue transformada en un blog. En 2015, ganó el Premio Silvia Dell'Orso por su labor de divulgación histórico-artística.
En junio de 2017, Finestre sull’Arte fue relanzada como un periódico registrado. Desde 2018, publica una revista de 178 páginas de periodicidad trimestral, disponible mediante suscripción. En 2022, la revista impresa también se distribuye en las librerías de la Galería Uffizi en Florencia y del MAXXI en Roma.
En 2019, Finestre sull’Arte participó en "Matera 2019: l’Open Future delle imprese italiane", una iniciativa promovida por Confindustria, que llevó a Matera, la Capital Europea de la Cultura 2019, a cincuenta empresas italianas seleccionadas por su capacidad para promover la belleza, el equilibrio y la tecnología.
En 2021, la revista fue socia mediática de la exposición "Il Corpo e l'Anima, da Donatello a Michelangelo. Scultura italiana del Rinascimento" en el Castillo Sforzesco de Milán. Ese mismo año, fue socia mediática del curso en línea "L’Arte è Vita" realizado por Alessandra Montalbetti para la Colección Peggy Guggenheim; en 2022, colaboró con la exposición "Caroto e le arti tra Mantegna e Veronese" en Verona en el Palacio de la Gran Guardia.
En 2023, Finestre sull’Arte fue socia mediática de varias exposiciones, incluidas "Morandi 1890-1964" en Milán en el Palacio Real, "Bertozzi & Casoni. Tranche de vie" en Imola en los tres museos públicos de la ciudad, y "I Fasti di Elisabetta Farnese. Ritratto di una Regina" en la Capilla Ducal del Palacio Farnese.
En 2023, produjo y lanzó la serie web "Pillole di Perugino". Este proyecto, con la participación del historiador del arte y divulgador Jacopo Veneziani, es parte de las iniciativas destinadas a la divulgación del conocimiento sobre la figura y las obras de Perugino. El proyecto "Pillole di Perugino" fue seleccionado por el Comité Organizador de las celebraciones del quinto centenario de la muerte del pintor Pietro Vannucci, conocido como "el Perugino", constituido en 2022 por el Ministerio de Cultura.
En 2021, Daniele Rocca y Federico Giannini fueron los autores del documental Le Mani dell’Arte, transmitido por Rai 5 como parte del programa Art Night.

## Colaboradores y Contribuyentes
A lo largo de los años, numerosos historiadores, críticos y curadores nacionales e internacionales han colaborado con Finestre sull'Arte, entre ellos Vittorio Sgarbi, Hans-Ulrich Obrist, Tiziano Scarpa, Jacopo Veneziani, Giuseppe Adani, Lorenzo Balbi, Renato Barilli, Fabio Cavallucci, Maurizio Cecchetti, Vittoria Coen, Michele Cuppone, Enrico Maria Dal Pozzolo, Sandro Debono, Fabrizio Federici, Antonio Lampis, Camillo Manzitti, Luca Rossi, Maurizio Vanni, y Bruno Zanardi.

## Secciones y Contenidos
La revista es conocida por sus secciones:
- Obras y Artistas: Artículos profundos sobre obras de arte individuales y artistas antiguos y contemporáneos
- Reseñas de Exposiciones: Lecturas críticas de exposiciones organizadas en todo el país
- Cuadernos de Viaje (desde 2020): Artículos sobre lugares menos conocidos y gemas del patrimonio cultural[2]
- Colecciones de Diseño (desde 2023): Análisis sobre el diseño y la vida contemporánea[3]

## Premios y Reconocimientos
- Premio Silvia Dell'Orso[4] (2015): Mejor proyecto italiano de divulgación histórico-artística.
- Participación en "Matera 2019: l’Open Future delle imprese italiane".[5]

## Colaboraciones y Socios Mediáticos
- Socio mediático de varias exposiciones, incluida "Il Corpo e l'Anima, da Donatello a Michelangelo" (2021)[6]
- Socio mediático del curso en línea "L’Arte è Vita" (2021)[7]
- Socio mediático de la exposición "Caroto e le arti tra Mantegna e Veronese" (2022)[8]
- Socio mediático de la exposición "Morandi 1890-1964" (2023)[9]
- Socio mediático de la exposición "Bertozzi & Casoni. Tranche de vie" (2023)[10]
- Socio mediático de la exposición "I Fasti di Elisabetta Farnese" (2023)[11]

## Producciones
- Serie web Pillole di Perugino (2023): Proyecto de divulgación sobre la figura y la obra de Perugino[12]
- Documental de RAI Le Mani dell’Arte (2021): Transmitido por Rai 5 como parte del programa Art Night[13]